# Georg Schneider (Wirtschaftswissenschaftler)
Georg Schneider (* 9. April 1980 in Wien) ist ein österreichischer Wirtschaftswissenschaftler und Mathematiker.
Schneider maturierte mit Auszeichnung im Jahr 1998 am Gymnasium Wenzgasse in Wien. Anschließend betrieb er ein Diplomstudium der Mathematik an der Universität Wien, welches er im Jahr 2001 mit Auszeichnung abschloss und 2002 erfolgte nach dem Doktoratsstudium der Naturwissenschaften bei Friedrich Haslinger und Harald Rindler die Promotion mit sub auspiciis. Unmittelbar danach begann Schneider das Doktoratsstudium der Wirtschaftswissenschaften, das er im Jahr 2005 wiederum mit sub auspiciis abschloss. Zum damaligen Zeitpunkt war er einer von vier Österreichern, die das erreicht haben.
Im Mai 2007 erfolgte der Ruf an die Universität Paderborn, wo er den Lehrstuhl für Betriebswirtschaftslehre mit Schwerpunkt Externes Rechnungswesen im Oktober 2007 übernommen hat. Er ist damit der jüngste Professor, der jemals einen Lehrstuhl an der Universität Paderborn innehatte.
Seit März 2015 ist er Vorstand am Institut für Unternehmensrechnung und Reporting an der Universität Graz. Zuvor hatte er 2011 den Ruf der Universität Mannheim und 2012 den Ruf der Universität Bern abgelehnt. Im Jahr 2020 erhielt er einen Ruf der WU Wien, den er allerdings ablehnte.

## Schriften (Auswahl)
- zusammen mit Jeremy Bertomeu and Robert Magee: Voting over Disclosure Standards. In: European Accounting Review, Band 28 (2019), Heft 1, Seiten 45–70. ISSN 0963-8180 (online)
- zusammen mit  Nicole Bastian Johnson und Thomas Pfeiffer: Two-Stage Capital Budgeting under Resource Constraints. In: Review of Accounting Studies, Band 22 (2017), Seiten 933–963. ISSN 1380-6653
- zusammen mit M. Diller, P. Kortebusch, C. Sureth-Sloane: Boon or Bane? Advance Tax Rulings as a Measure to Mitigate Tax Uncertainty and Foster Investment. In: European Accounting Review, Band 26 (2016), Seiten 441–468. ISSN 0963-8180
- zusammen mit A. Scholze: Mandatory Disclosure, Generation of Decision-Relevant Information, and Market Entry. In: Contemporary Accounting Research, Band 32 (2015), Seiten 1353–1372. ISSN 0823-9150
- zusammen mit Nicole Bastian Johnson und Thomas Pfeiffer: Multistage Capital Budgeting for Shared Investments. In: Management Science, Band 59 (2013), Mai, Seiten 1213–1228. ISSN 0025-1909
- zusammen mit Thomas Pfeiffer: Residual Income-Based Compensation Plans for Controlling Investment Decisions Under Sequential Private Information. In: Management Science, Band 53 (2007), Seiten 495–507. ISSN 0025-1909[3]

Quelle: